# Charlotte Maria Tucker

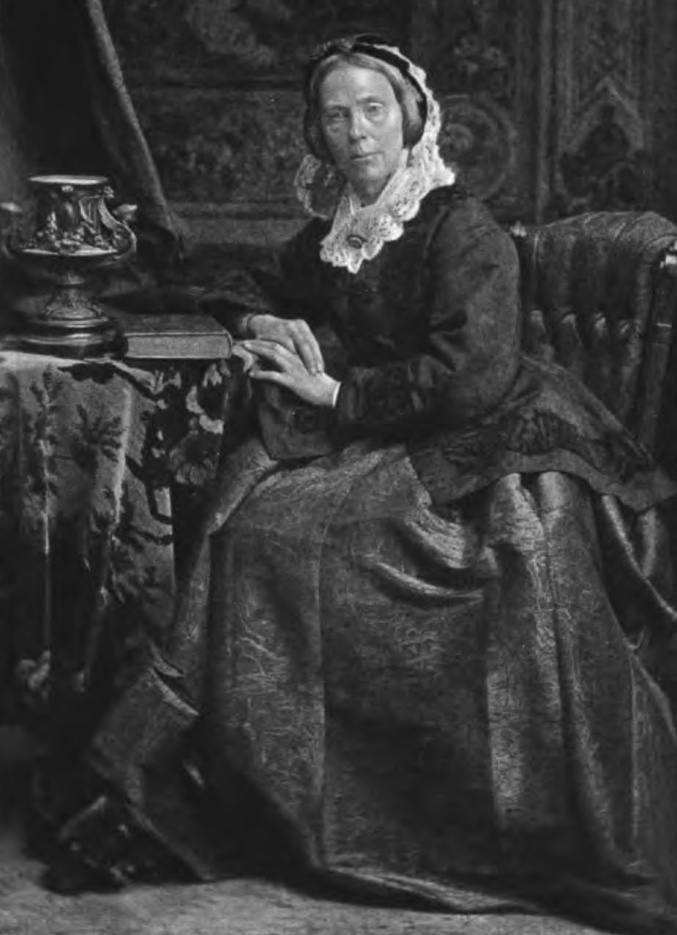
Charlotte Maria Tucker, 1875

Charlotte Maria Tucker (* 8. Mai 1821 in Barnet, Middlesex, England; † 2. Dezember 1893 in Amritsar, Punjab, Indien) war eine britische Schriftstellerin und Dichterin für Kinder und Erwachsene, die unter dem Pseudonym A. L. O. E. (A Lady Of England) schrieb. In ihrem späten Leben verbrachte sie eine Zeit als freiwillige Missionarin in Indien, wo sie auch starb.

## Leben
Charlotte Tucker wurde als Tochter von Henry St. George Tucker (1771/2–1851), zweimal gewählter Vorsitzender der Britischen Ostindien-Kompanie, und seiner Frau Jane Boswell († 1869), der Tochter eines Edinburgher Solicitors, geboren. Ihr Vater war schriftstellerisch tätig und der der Autor von Tragedies: „Harold“ and „Camoens“ (London, 1835).
Charlotte wurde weltlich erzogen und verfasste zunächst Gedichte und Theaterstücke zur Unterhaltung der Familie. Im Jahr 1847 übernahm sie die Erziehung der drei Kinder ihres Bruders Robert. Ihr frühestes Buch The Claremont Tales (1852) war, wie sie sagte, „ursprünglich für kleine Kinder unter meiner Obhut geschrieben“.
Charlotte Tuckers Arbeit als Kinderbuchautorin war durchdrungen von ihren evangelikalen religiösen Überzeugungen. Die meisten ihrer Geschichten waren Allegorien mit einer klaren Moral, aber sie mischte ihre Didaktik mit einem gewissen Realismus und Naturalismus. In einem Brief an einen Verleger erklärte sie 1851: „Meine Stellung im Leben macht mich unabhängig von jeglichen eigenen Anstrengungen; ich bete nur um Gottes Segen für meine Versuche, seine Lämmer in den Dingen zu unterrichten, die ihr ewiges Wohlergehen betreffen.“
Viele ihrer mehr als 150 Titel erschienen in Zeitschriften, bevor sie in Büchern zusammengefasst wurden. Zu ihren Werken gehören The Rambles of a Rat (1857), Parliament in the Play-Room (1861), Triumph over Midian (1866), A Wreath of Smoke (1871), The Eagles Nest (1884) und Pomegranates from the Punjab (1878). Eine Biografie über sie erstellt von Agnes Giberne, einer befreundeten Kinderbuchautorin, erschien 1895.
Die Erlöse aus ihren Schriften widmete sie oft der Missions- oder Wohltätigkeitsarbeit. Tuckers Zeitgenossen kritisierten die starke Didaktik in ihren Schriften, die allerdings weniger Bekehrung, sondern mehr die Chance auf Besserung für alle Menschen und Rassen zum Thema hat. Ihre realistischen Schilderungen von Armen beruhen möglicherweise auf ihren Erfahrungen als Besucherin eines Arbeitshauses in Marylebone. Titel von ihr werden immer noch gelegentlich von auf christliche Bücher spezialisierten Verlagen neu aufgelegt.
Viele von Tuckers interessantesten Geschichten spielen in Indien. Einige wurden in indische Sprachen übersetzt. 1875, im Alter von 54 Jahren, machte sie sich auf den Weg nach Indien, nachdem sie sich selbst Hindustani beigebracht hatte. Dort arbeitete sie als selbsttragende freiwillige Missionarin in Amritsar, Punjab, für die Indian Female Normal School and Instruction Society. Drei Jahre später zog sie in das nahe gelegene Batala, wo sie in einer Jungenschule und als Lehrerin für christliche Glaubensinhalte für einheimische Frauen arbeitete. Sie starb am 2. Dezember 1893 in Amritsar.

## Weiterführende Literatur
- Agnes Giberne: A Lady of England. The life and letters of Charlotte Maria Tucker. A. C. Armstrong & Son, New Yorl City 1895 (gutenberg.org).